# Ahmad Shah Bahadur
Ahmad Shah Bahadur (Delhi, 23 dicembre 1725 – Delhi, 1º gennaio 1775) è stato Gran Mogol dal 29 aprile 1748 al 2 giugno 1754.
Figlio di Muḥammad Shâh e di Udham Bai (anche nota come Qudsia Begum), nel 1748 succedette al padre sul trono mughal, come 15º Imperatore mughal.
Personalità incolore, non avendo né un'educazione formale né una militare, e avendo vissuto sotto la gelosa protezione della madre, Aḥmad Shāh Bahādur ereditò un Impero indebolito e in declino, specialmente dopo il regno di suo padre, che era stato caratterizzato dal sacco della capitale Delhi e dai saccheggi nel nord dell'India per opera dell'afghano Nadir Shah).
Regnò sei anni senza successi, anche perché accecato per essere poi incarcerato nel Forte di Salimgarh, dove troverà la morte.
Suo figlio Bīdār Baksh II fu provvisoriamente innalzato al potere da Ghulām Qādir nel 1788. A succedergli sarà in seguito ʿĀlamgīr II.